# 朝陽駅
朝陽駅（あさひえき）は、長野県長野市大字南堀にある長野電鉄長野線の駅である。駅番号はN8。
長野駅から当駅までは複線区間である。

## 歴史
- 1926年（大正15年）6月28日：開業[1]。
- 1956年（昭和31年）6月28日：停留場から停車場に変更される。
- 1971年（昭和46年）1月1日：手小荷物営業廃止。
- 2011年（平成23年）2月13日：ダイヤ改正によりB特急停車駅となる[1]。
- 2021年（令和3年）7月1日：この日より終日無人駅となる[2]。

## 駅構造
島式ホーム1面2線を有する地上駅。無人駅。駅舎は開業当時からのもので木造駅舎である。構内踏切で上り線を渡ってホームへ出る。

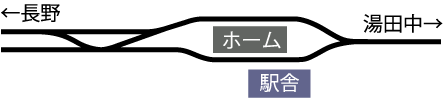
長野方にポイントが存在した頃の朝陽駅構内の配線図。末期には関係信号機が撤去され使用できなくなっていた。

2016年11月まで下り線（須坂方面）から上り線（長野方面）への折り返し並びに特急列車の追い越しができる設備があり、かつてはそれぞれの設備を活用したダイヤが存在した。2005年12月10日のダイヤ改正をもって、当駅で追い越しを行う特急列車の設定はなくなった。当駅で折り返す普通列車も2009年11月の村山橋線路切替の際の臨時便を最後に運行されなくなった。その後関係機器が撤去されたため、ポイントが残っているのみとなっていたが、2018年12月現在ポイントも撤去されている。
当駅は、開業当時に存在した「朝陽村」の村名に由来する村内唯一の駅であった。
当駅は、2019年（令和元年）5月に誕生した鉄道むすめ「朝陽さくら」の名前の由来にもなっている。

### のりば
| 番線 | 路線    | 方向 | 行先                       |
| ---- | ------- | ---- | -------------------------- |
| 1    | ■長野線 | 下り | 須坂・信州中野・湯田中方面 |
| 2    | ■長野線 | 上り | 長野方面                   |

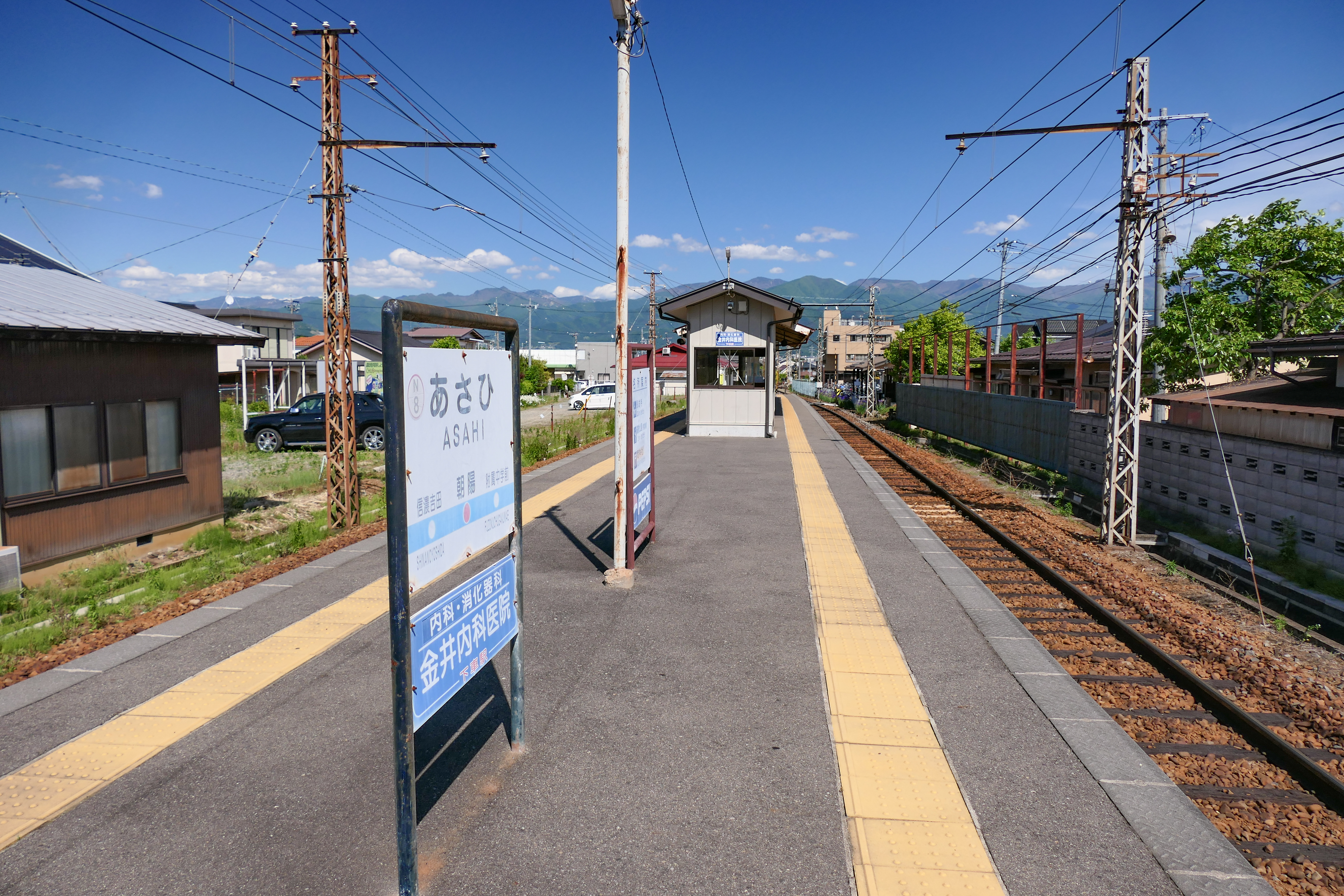
ホーム（2022年5月）
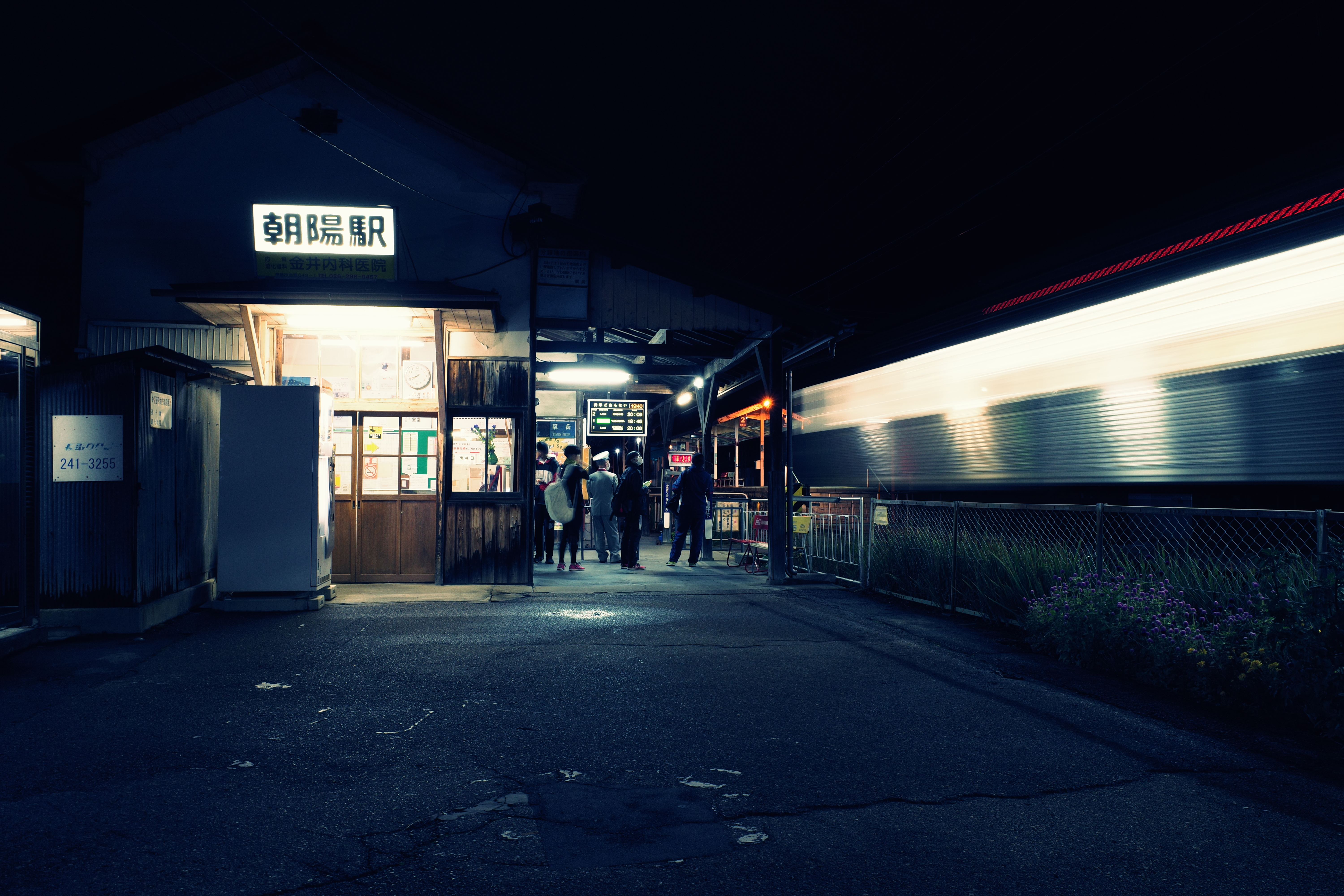
夜の朝陽駅（2020年10月）

## 利用状況
近年の一日平均乗車人員の推移は下記のとおり。
| 年度   | 一日平均 乗車人員 |
| ------ | ----------------- |
| 2005年 | 989               |
| 2006年 | 998               |
| 2007年 | 987               |
| 2008年 | 981               |
| 2009年 | 980               |
| 2010年 | 985               |
| 2011年 | 970               |
| 2012年 | 961               |
| 2013年 | 959               |
| 2014年 | 998               |
| 2015年 | 1,060             |
| 2016年 | 1,061             |
| 2017年 | 1,081             |
| 2018年 | 1,057             |
| 2019年 | 1,069             |

## 駅周辺
- 朝陽駅前簡易郵便局
- 八十二銀行朝陽支店
- ホクト本社
- 長野市営陸上競技場

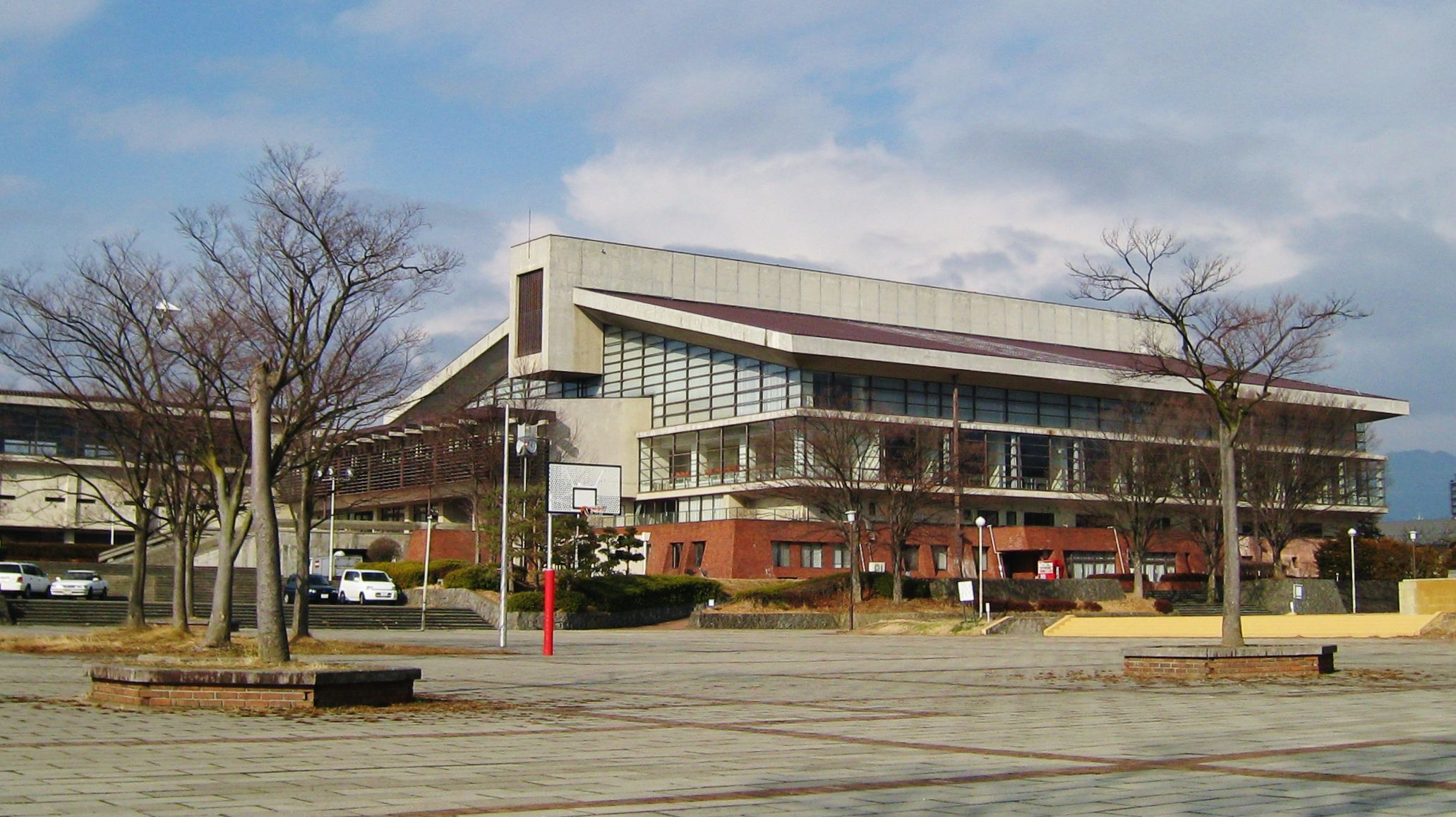
長野運動公園
- 長野運動公園総合運動場総合市民プール
- ザ・ビッグ長野東店
- 長野信用金庫 古里支店

- 長野運動公園

## バス路線
駅東側の長野県道372号三才大豆島中御所線上に東北ぐるりん号の朝陽駅停留所がある。
- 東北ぐるりん号
  - 市民病院 →…→ 朝陽駅 → 富竹 → 富竹中 → 市民病院

## 隣の駅
長野電鉄
■長野線
■A特急
通過
■B特急
信濃吉田駅 (N7) - 朝陽駅 (N8) - 須坂駅 (N13)
■普通
信濃吉田駅 (N7) - 朝陽駅 (N8) - 附属中学前駅 (N9)